# Paractinolaimus spanithelis
Paractinolaimus spanithelis är en rundmaskart som beskrevs av Eveleigh 1982. Paractinolaimus spanithelis ingår i släktet Paractinolaimus och familjen Dorylaimidae. Inga underarter finns listade i Catalogue of Life.